# Gratallops (Pallejà)
El Gratallops és una muntanya de 308 metres que es troba al municipi de Pallejà, a la comarca del Baix Llobregat.

## Etimologia
Vegeu Gratallops.